# US tenniskampioenschap 1953
De 73e editie van het Amerikaanse grandslamtoernooi, het US tenniskampioenschap 1953, werd gehouden tussen 16 augustus en 6 september 1953. Voor de vrouwen was het de 67e editie. De dubbelspeltoernooien (mannen, vrouwen, niet gemengd) werden van 16 tot en met 22 augustus gespeeld op de Longwood Cricket Club in Brookline (Massachusetts). Het enkelspel en het gemengd dubbelspel ontrolden zich van 29 augustus tot en met 7 september op de West Side Tennis Club in Forest Hills, een wijk in het stadsdeel Queens in New York.
Maureen Connolly won als eerste vrouw alle vier de grandslamtoernooien in één jaar.

## Belangrijkste uitslagen
Mannenenkelspel

Finale: Tony Trabert (VS) won van Vic Seixas (VS) met 6-3, 6-2, 6-3 
Vrouwenenkelspel

Finale: Maureen Connolly (VS) won van Doris Hart (VS) met 6-2, 6-4 
Mannendubbelspel

Finale: Rex Hartwig (Australië) en Mervyn Rose (Australië) wonnen van Gardnar Mulloy (VS) en Bill Talbert (VS) met 6-4, 4-6, 6-2, 6-4 
Vrouwendubbelspel

Finale: Shirley Fry (VS) en Doris Hart (VS) wonnen van Louise Brough (VS) en Margaret Osborne-duPont (VS) met 6-3, 7-9, 9-7 
Gemengd dubbelspel

Finale: Doris Hart (VS) en Vic Seixas (VS) wonnen van Julia Sampson (VS) en Rex Hartwig (Australië) met 6-2, 4-6, 6-4 
Een toernooi voor junioren werd voor het eerst in 1973 gespeeld.
1881 · 1882 · 1883 · 1884 · 1885 · 1886 · 1887 · 1888 · 1889 · 1890 · 1891 · 1892 · 1893 · 1894 · 1895 · 1896 · 1897 · 1898 · 1899 · 1900 · 1901 · 1902 · 1903 · 1904 · 1905 · 1906 · 1907 · 1908 · 1909 · 1910 · 1911 · 1912 · 1913 · 1914 · 1915 · 1916 · 1917 · 1918 · 1919 · 1920 · 1921 · 1922 · 1923 · 1924 · 1925 · 1926 · 1927 · 1928 · 1929 · 1930 · 1931 · 1932 · 1933 · 1934 · 1935 · 1936 · 1937 · 1938 · 1939 · 1940 · 1941 · 1942 · 1943 · 1944 · 1945 · 1946 · 1947 · 1948 · 1949 · 1950 · 1951 · 1952 · 1953 · 1954 · 1955 · 1956 · 1957 · 1958 · 1959 · 1960 · 1961 · 1962 · 1963 · 1964 · 1965 · 1966 · 1967
↓ open tijdperk ↓
1968 (m-v-md-vd-gd) ·
1969 (m-v-md-vd-gd) ·
1970 (m-v-md-vd-gd) ·
1971 (m-v-md-vd-gd) ·
1972 (m-v-md-vd-gd) ·
1973 (m-v-md-vd-gd) ·
1974 (m-v-md-vd-gd) ·
1975 (m-v-md-vd-gd) ·
1976 (m-v-md-vd-gd) ·
1977 (m-v-md-vd-gd) ·
1978 (m-v-md-vd-gd) ·
1979 (m-v-md-vd-gd) ·
1980 (m-v-md-vd-gd) ·
1981 (m-v-md-vd-gd) ·
1982 (m-v-md-vd-gd) ·
1983 (m-v-md-vd-gd) ·
1984 (m-v-md-vd-gd) ·
1985 (m-v-md-vd-gd) ·
1986 (m-v-md-vd-gd) ·
1987 (m-v-md-vd-gd) ·
1988 (m-v-md-vd-gd) ·
1989 (m-v-md-vd-gd) ·
1990 (m-v-md-vd-gd) ·
1991 (m-v-md-vd-gd) ·
1992 (m-v-md-vd-gd) ·
1993 (m-v-md-vd-gd) ·
1994 (m-v-md-vd-gd) ·
1995 (m-v-md-vd-gd) ·
1996 (m-v-md-vd-gd) ·
1997 (m-v-md-vd-gd) ·
1998 (m-v-md-vd-gd) ·
1999 (m-v-md-vd-gd) ·
2000 (m-v-md-vd-gd) ·
2001 (m-v-md-vd-gd) ·
2002 (m-v-md-vd-gd) ·
2003 (m-v-md-vd-gd) ·
2004 (m-v-md-vd-gd) ·
2005 (m-v-md-vd-gd) ·
2006 (m-v-md-vd-gd) ·
2007 (m-v-md-vd-gd) ·
2008 (m-v-md-vd-gd) ·
2009 (m-v-md-vd-gd) ·
2010 (m-v-md-vd-gd) ·
2011 (m-v-md-vd-gd) ·
2012 (m-v-md-vd-gd) ·
2013 (m-v-md-vd-gd) ·
2014 (m-v-md-vd-gd) ·
2015 (m-v-md-vd-gd) ·
2016 (m-v-md-vd-gd) ·
2017 (m-v-md-vd-gd) ·
2018 (m-v-md-vd-gd) ·
2019 (m-v-md-vd-gd) ·
2020 (m-v-md-vd) ·
2021 (m-v-md-vd-gd) ·
2022 (m-v-md-vd-gd) ·
2023 (m-v-md-vd-gd)  ·
2024 (m-v-md-vd-gd)
Lijst van US Openwinnaars